# Nico Rijnders
Nico Rijnders (30. července 1947 Breda – 16. března 1976 Bruggy) byl nizozemský fotbalový záložník. Jeho jméno nese most pro pěší a cyklisty v Amsterdamu.

## Fotbalová kariéra
Hrál v nizozemské lize za NAC Breda, Go Ahead Eagles a Ajax Amsterdam. S Ajaxem vyhrál v roce 1969/1970 nizozemskou ligu, v letech 1970 a 1971 nizozemský pohár a v Pohár mistrů evropských zemí 1970/71. Dále hrál v belgické lize za RWD Molenbeek a Club Brugge KV, s Bruggami vyhrál v roce 1973 belgickou ligu. V Poháru mistrů evropských zemí nastoupil v 9 utkáních a dal 1 gól, v Poháru vítězů pohárů nastoupil ve 4 utkáních a v Poháru UEFA nastoupil v 16 utkáních a dal 2 góly. Za nizozemskou reprezentaci nastoupil v letech 1969-1970 ve 8 utkáních. Zkolaboval 12. listopadu 1972 při utkání Club Brugge KV s RFC de Liège, byl klinicky mrtvý, ale byl úspěšně oživen týmovým lékařem. Tím skončila jeho kariéra. Nikdy se zcela neuzdravil a zemřel o 3 roky později v 28 letech.

## Ligová bilance
| Ročník                     | Zápasy | Góly | Klub            |
| -------------------------- | ------ | ---- | --------------- |
| Eredivisie 1964/65         | -      | -    | NAC Breda       |
| Eerste Divisie 1965/66     | -      | -    | NAC Breda       |
| Eredivisie 1966/67         | 30     | 2    | NAC Breda       |
| Eredivisie 1967/68         | 34     | 2    | NAC Breda       |
| Eredivisie 1968/69         | 32     | 1    | Go Ahead Eagles |
| Eredivisie 1969/70         | 30     | 2    | Ajax Amsterdam  |
| Eredivisie 1970/71         | 31     | 1    | Ajax Amsterdam  |
| Jupiler Pro League 1971/72 | 30     | 2    | RWD Molenbeek   |
| Jupiler Pro League 1972/73 | 10     | 2    | Club Brugge KV  |
| CELKEM                     | -      | -    |                 |